# Fricativa alveolar sonora
La consonant fricativa alveolar sonora es transcriu [z] en l'AFI, és a dir, la lletra zeta minúscula. Està present a la majoria de llengües però no als idiomes escandinaus. En algunes llengües, com el castellà, no té valor de fonema i és només una variant de [s].
En català és l'anomenada essa sonora. Pot estar representada per la lletra Z ("zero"), per una S entre vocals ("casa") o per les grafies típiques de [s] quan es produeix una sonorització d'aquell fonema. La seva existència data de l'edat mitjana, ja que el llatí no contenia cap so equivalent a [z].

## Característiques
- És una consonant pulmonar oral central.
- És un so sibilant fricatiu.
- És una fricativa alveolar perquè la llengua toca darrere les dents per causar una turbulència o fricció en la columna d'aire.
- És un so sonor perquè fa vibrar les cordes vocals.